# Liste der ghanaischen Leichtathletikrekorde

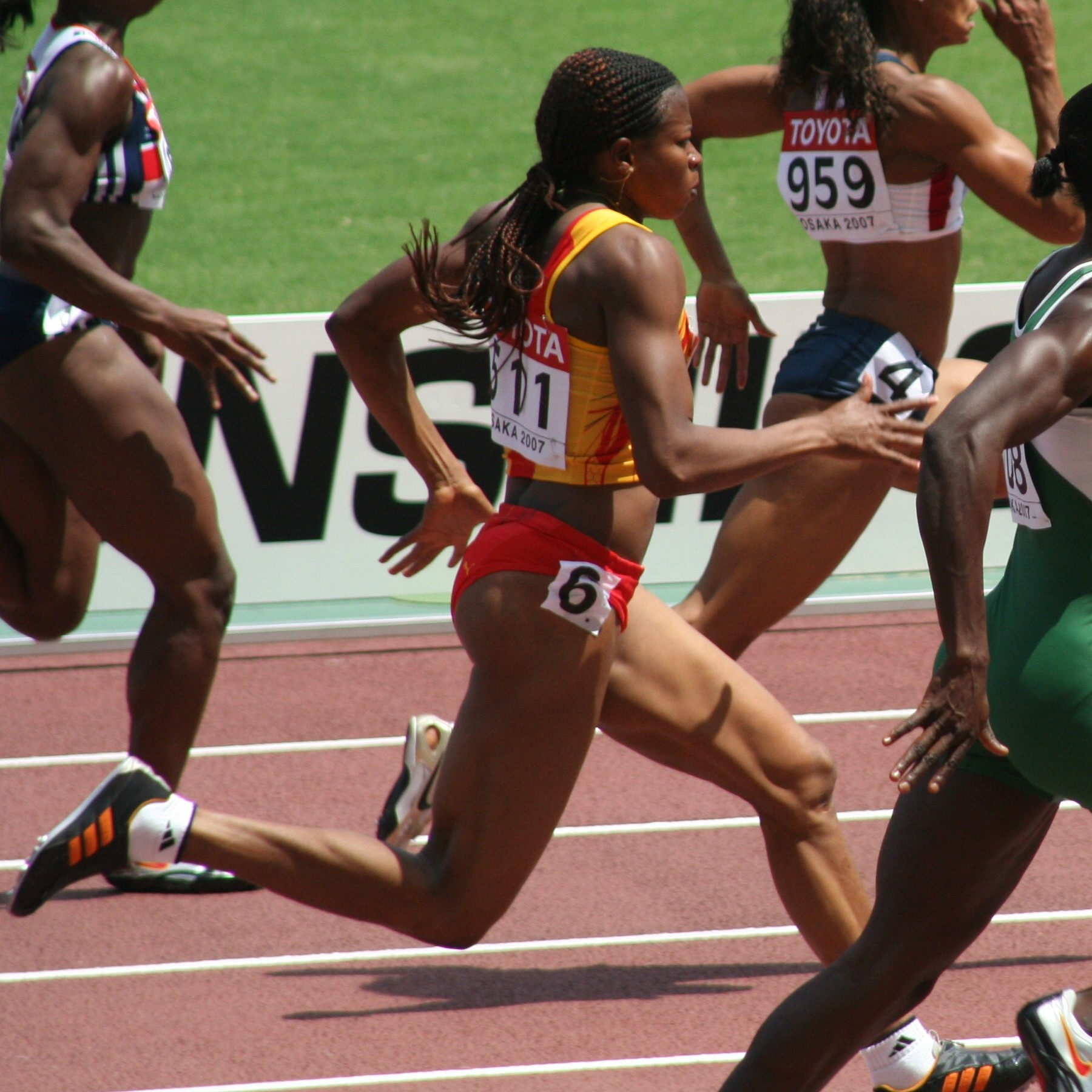
Vida Anim (Startnummer 511) – hier bei den Weltmeisterschaften 2007 – hält mehrere Landesrekorde im Sprintbereich.

Die ghanaischen Leichtathletik-Landesrekorde sind die Bestleistungen von ghanaischen Athleten, die bei Disziplinen der Leichtathletik aufgestellt worden sind. Die nachfolgenden Listen basieren überwiegend auf Angaben von World Athletics mit Stand vom 30. Juni 2017 (Freiluftrekorde) respektive 31. Januar 2016 (Hallenrekorde). Leistungen, die gleichzeitig aktuelle Afrikarekorde sind, werden durch entsprechende Piktogramme gekennzeichnet ().

## Freiluftrekorde

### Männer
| Disziplin               | Leistung | Athlet                                                                             | Datum      | Ort                |
| ----------------------- | --- | ---------------------------------------------------------------------------------- | ---------- | ------------------ |
| 100 m                   | 9,98 s (+1,6 m/s) W | Leonard Myles-Mills                                                                | 05.06.1999 | Boise ID           |
| 100 yds                 | 9,40 s | Kofi Okyir                                                                         | 12.04.1974 | Austin TX          |
| 200 m                   | 20,08 s H (+2,0 m/s) W | Joseph Paul Amoah                                                                  | 5.06.2019  | Austin             |
| 400 m                   | 45,13 s | Ibrahim Hassan                                                                     | 21.04.1996 | Walnut CA          |
| 600 m                   | 1:15,91 min | Kennedy Osei                                                                       | 03.09.1997 | Dortmund           |
| 800 m                   | 1:44,80 min | Alex Amankwah                                                                      | 19.05.2017 | Marietta OH        |
| 1500 m                  | 3:43,34 min | Sampson Laari                                                                      | 26.05.2016 | Jacksonville FL    |
| 3000 m                  | 8:26,68 min | Prosper Goku                                                                       | 06.07.2012 | Kumasi             |
| 3000 m                  | 8:05,88 min (i) | Sampson Laari                                                                      | 14.01.2017 | Nashville TN       |
| 5000 m                  | 14:02,22 min | Sampson Laari                                                                      | 15.04.2016 | Norwalk CT         |
| 10.000 m                | 30:10,2 min | Alhaji Alhassan                                                                    | 30.09.1989 | Accra              |
| Halbmarathon            | 1:07:12 h | David Zigah                                                                        | 22.02.2003 | Dakar              |
| Marathon                | 2:18:43 h | Emmanuel Amoo                                                                      | 11.11.1990 | Lagos              |
| 110 m Hürden            | 13,63 s | Keith Nkrumah                                                                      | 25.05.2013 | Greensboro NC      |
| 400 m Hürden            | 50,40 s | Keith Nkrumah                                                                      | 05.05.2012 | Greensboro NC      |
| 3000 m Hindernis        | 8:57,54 min | Robert Hackman                                                                     | 01.09.1972 | München            |
| Hochsprung              | 2,24 m | Awuku Boateng                                                                      | 08.08.1996 | Kitchener          |
| Stabhochsprung          | 5,40 m | Jordan Yamoah                                                                      | 25.05.2013 | Pueblo CO          |
| Stabhochsprung          | 5,40 m | Jordan Yamoah                                                                      | 09.04.2016 | San Angelo TX      |
| Stabhochsprung          | 5,41 m (i) | Jordan Yamoah                                                                      | 11.03.2016 | Pittsburgh PA      |
| Weitsprung              | 8,43 m (−0,2 m/s) W | Ignisious Gaisah                                                                   | 14.07.2006 | Rom                |
| Dreisprung              | 17,23 m (−0,5 m/s) W | Andrew Owusu                                                                       | 19.08.1998 | Dakar              |
| Kugelstoßen             | 17,97 m | Kwabena Keene                                                                      | 20.04.2012 | Charlottesville VA |
| Diskuswurf              | 52,98 m | Kwabena Keene                                                                      | 15.04.2010 | Clemson SC         |
| Hammerwurf              | 50,56 m | David Dadzie                                                                       | 19.05.2016 | Delaware OH        |
| Speerwurf               | 83,09 m | John Ampomah                                                                       | 08.07.2016 | Cape Coast         |
| Zehnkampf               | 7.811 Pkt. | Atsu Nyamadi                                                                       | 22.04.2017 | Charlottesville VA |
| Zehnkampf               | 1. Tag: 11,24 s (100 m) – 7,62 m (Weitsprung) – 13,71 m (Kugel) – 1,93 m (Hochsprung) – 50,49 s (400 m) 2. Tag: 14,71 s (110 m Hürden) – 45,76 m (Diskus) – 4,40 m (Stabhochsprung) – 59,54 m (Speer) – 4:42,51 min (1500 m) |                                                                                    |            |                    |
| 20-km-Gehen             | 1:32:54 h G | Ahmed Tijani Sanni                                                                 | 29.04.2006 | Cape Coast         |
| 50-km-Gehen             | 4:42:15 h G | Kofi Ali                                                                           | 29.04.2006 | Cape Coast         |
| 4-mal-100-Meter-Staffel | 38,12 s | Nationalstaffel - Abu Duah - Eric Nkansah - Aziz Zakari - Emmanuel Tuffour         | 09.08.1997 | Athen              |
| 4-mal-400-Meter-Staffel | 3:04,76 min | Nationalstaffel - George Effah - Daniel Gyasi - Kwadwo Acheampong - Emmanuel Dasor | 24.07.2015 | Warri              |

### Frauen
| Disziplin               | Leistung | Athletin                                                                                      | Datum      | Ort                |
| ----------------------- | --- | --------------------------------------------------------------------------------------------- | ---------- | ------------------ |
| 100 m                   | 11,14 s (± 0,0) W | Vida Anim                                                                                     | 20.08.2004 | Athen              |
| 200 m                   | 22,80 s (+0,9 m/s) W | Vida Nsiah                                                                                    | 17.05.1997 | Clemson SC         |
| 400 m                   | 52,08 s | Mercy Addy                                                                                    | 17.08.1989 | Lagos              |
| 800 m                   | 1:59,60 min | Akosua Serwaa                                                                                 | 02.07.2004 | Rom                |
| 1500 m                  | 4:17,75 min | Agnes Abu                                                                                     | 21.04.2017 | Auburn AL          |
| 3000 m                  | 9:31,97 min | Lydia Mato                                                                                    | 09.05.2015 | Lincoln NE         |
| 5000 m                  | 16:31,8 min | Millicent Boadi                                                                               | 30.07.1999 | Kumasi             |
| 10.000 m                | 35:27,23 min | Lydia Mato                                                                                    | 14.05.2015 | Hutchinson KS      |
| Halbmarathon            | 1:16:30 h | Millicent Boadi                                                                               | 19.11.2005 | Lagos              |
| Marathon                | 2:42:12 h | Sakat Lariba                                                                                  | 21.09.2015 | Accra              |
| 100 m Hürden            | 13,02 s (+1,8 m/s) W | Vida Nsiah                                                                                    | 27.04.2001 | Philadelphia PA    |
| 100 m Hürden            | 13,02 s (−1,6 m/s) W | Vida Nsiah                                                                                    | 28.04.2001 | Philadelphia PA    |
| 400 m Hürden            | 59,13 s | Ruky Abdulai                                                                                  | 04.06.2006 | Abbotsford         |
| Hochsprung              | 1,85 m | Margaret Simpson                                                                              | 28.05.2005 | Götzis             |
| Hochsprung              | 1,85 m | Ruky Abdulai                                                                                  | 24.07.2005 | Abbotsford         |
| Hochsprung              | 1,85 m | Ruky Abdulai                                                                                  | 26.05.2007 | Fresno CA          |
| Stabhochsprung          | 2,50 m | Margaret Simpson                                                                              | 19.04.2007 | Réduit             |
| Weitsprung              | 6,70 m (+1,0 m/s) W | Ruky Abdulai                                                                                  | 24.05.2007 | Fresno CA          |
| Dreisprung              | 13,93 m | Nadia Eke                                                                                     | 13.05.2017 | Saint-Martin       |
| Kugelstoßen             | 15,34 m | Claudia Ababio                                                                                | 14.04.2017 | Baltimore MD       |
| Diskuswurf              | 55,08 m | Claudia Ababio                                                                                | 08.04.2017 | Charlottesville VA |
| Hammerwurf              | 59,63 m | Linda Benin                                                                                   | 22.05.2011 | Bondoufle          |
| Speerwurf               | 56,36 m | Margaret Simpson                                                                              | 07.08.2005 | Helsinki           |
| Siebenkampf             | 6.423 Pkt. | Margaret Simpson                                                                              | 29.05.2005 | Götzis             |
| Siebenkampf             | 1. Tag: 13,41 s (100 m Hürden) – 1,85 m (Hochsprung) – 13,01 m (Kugel) – 24,55 s (200 m) 2. Tag: 6,32 m (Weitsprung) – 52,71 m (Speer) – 2:21,71 min (800 m) |                                                                                               |            |                    |
| 20-km-Gehen             | 1:55:42 h G | Jacqueline Ado Bludo                                                                          | 29.04.2006 | Cape Coast         |
| 4-mal-100-Meter-Staffel | 42,67 s | Nationalstaffel - Flings Owusu-Agyapong - Gemma Acheampong - Beatrice Gyaman - Janet Amponsah | 08.07.2016 | Cape Coast         |
| 4-mal-400-Meter-Staffel | 3:35,55 min | - Helena Opoku - Grace Bakari - Georgina Aidoo - Hannah Afriyie                               | 27.07.1978 | Algier             |

## Hallenrekorde

### Männer
| Disziplin      | Leistung | Athlet              | Datum      | Ort                 |
| -------------- | --- | ------------------- | ---------- | ------------------- |
| 50 m           | 5,62 s | Eric Nkansah        | 21.02.1999 | Liévin              |
| 60 m           | 6,45 s A H | Leonard Myles-Mills | 20.02.1999 | Colorado Springs CO |
| 200 m          | 20,95 s | Seth Amoo           | 11.02.2005 | Nampa ID            |
| 200 m          | 20,61 s A H OT L | Leonard Myles-Mills | 20.02.1999 | Colorado Springs CO |
| 400 m          | 46,60 s | Solomon Amegatcher  | 13.03.1993 | Indianapolis IN     |
| 400 m          | 46,49 s OT L | Sam Koduah          | 15.02.1986 | Moscow ID           |
| 800 m          | 1:47,24 min | Kennedy Osei        | 25.02.1995 | Birmingham          |
| 1500 m         | 4:10,24 min | Chris Symonds       | 07.03.2009 | London (LV)         |
| 60 m Hürden    | 7,85 s | Keith Nkrumah       | 25.01.2013 | Blacksburg VA       |
| Hochsprung     | 2,08 m | Kingsley Adams      | 03.03.1973 | Kansas City MO      |
| Stabhochsprung | 5,30 s | Jordan Yamoah       | 09.03.2013 | Birmingham AL       |
| Weitsprung     | 8,36 m | Ignisious Gaisah    | 02.02.2006 | Stockholm           |
| Dreisprung     | 16,91 m | Andrew Owusu        | 24.01.1998 | Lincoln NE          |
| Kugelstoßen    | 17,81 m | Kwabena Keene       | 27.02.2010 | Blacksburg VA       |
| Siebenkampf    | 5061 Pkt. | Atsu Nyamadi        | 26.02.2015 | Birmingham AL       |
| Siebenkampf    | 1. Tag: 7,17 s (60 m) – 7,23 m (Weitsprung) – 13,42 m (Kugel) – 1,93 m (Hochsprung) 2. Tag: 8,49 s (60 m Hürden) – 3,00 m (Stabhochsprung) – 2:54,72 min (1000 m) |                     |            |                     |

### Frauen
| Disziplin   | Leistung                                                                                                 | Athletin              | Datum      | Ort                       |
| ----------- | --- | --------------------- | ---------- | ------------------------- |
| 60 m        | 7,18 s                                                                                                   | Vida Anim             | 27.02.2004 | Chemnitz                  |
| 60 m        | 7,18 s                                                                                                   | Flings Owusu-Agyapong | 16.01.2015 | New York City NY (Armory) |
| 200 m       | 23,40 s A H                                                                                              | Janet Amponsah        | 07.03.2015 | Albuquerque NM            |
| 400 m       | 56,10 s                                                                                                  | Akosua Serwaa         | 11.01.2004 | Leverkusen                |
| 400 m       | 54,0 s OT L                                                                                              | Ruky Abdulai          | 10.02.2007 | Seattle WA                |
| 800 m       | 2:04,61 min                                                                                              | Akosua Serwaa         | 29.02.2004 | Leipzig                   |
| 1500 m      | 5:03,35 min Ay                                                                                           | Lydia Mato            | 07.03.2015 | Albuquerque NM            |
| 3000 m      | 10:10,73 min A                                                                                           | Lydia Mato            | 06.03.2015 | Albuquerque NM            |
| 60 m Hürden | 8,03 s                                                                                                   | Vida Nsiah            | 08.03.1997 | Paris                     |
| Hochsprung  | 1,81 m                                                                                                   | Ruky Abdulai          | 28.01.2006 | Seattle WA                |
| Hochsprung  | 1,81 m                                                                                                   | Ruky Abdulai          | 27.01.2007 | Seattle WA                |
| Weitsprung  | 6,34 m                                                                                                   | Ruky Abdulai          | 10.03.2006 | Johnson City TN           |
| Dreisprung  | 13,48 m                                                                                                  | Mathilde Boateng      | 22.02.2014 | Bordeaux                  |
| Kugelstoßen | 11,42 m                                                                                                  | Elizabeth Dadzie      | 30.01.2015 | Warrensburg MO            |
| Fünfkampf   | 3594 Pkt.                                                                                                | Elizabeth Dadzie      | 30.01.2015 | Warrensburg MO            |
| Fünfkampf   | 8,82 s (60 m Hürden) – 1,53 m (Hochsprung) – 11,42 m (Kugel) – 5,74 m (Weitsprung) – 2:37,88 min (800 m) |                       |            |                           |